# Kathoey

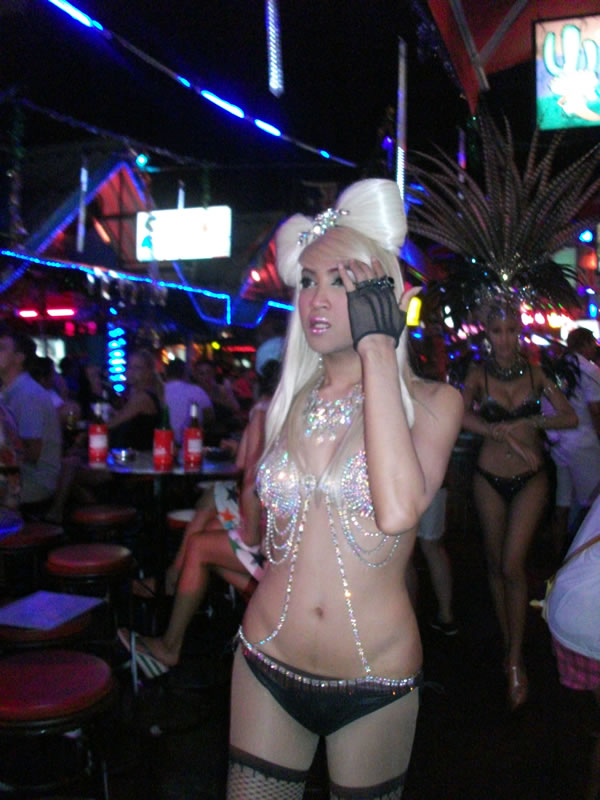
Kathoey "ladyboy" che si accinge ad uno spettacolo.

Kathoey o katoey (in thai: กะเทย; RTGS: Kathoei; IPA: [kàtʰɤːj]) è un termine thai che si riferisce sia ad una donna transgender sia ad un maschio gay effeminato. Un alto numero di thailandesi percepisce i kathoey come appartenenti ad un terzo genere, tra cui anche gli stessi kathoey percepiscono in tal modo se stessi, mentre altri li vedono come un tipo di uomo o di donna.
Tuttavia se si considerano le donne transgender (MtF) come un gruppo inserito all'interno della società thailandese, la maggior parte di loro si riferiscono a se stessi come phuying (Thai: ผู้หญิง "donne"), con una minoranza che fa riferimento a se stessi come phuying praphet (un "secondo tipo di donna") e solo pochissimi che si autodefiniscono come kathoey. Alcune frasi correlate che possono rientrare nel lessico sono phet thi sam (Thai: เพศ ที่ สาม, "terzo sesso") e sao praphet o phuying praphet (Thai: สาว ประเภท สอง, ผู้หญิง ประเภท สอง - nel significato di "secondo tipo femminile").
La parola kathoey trova la sua origine nella lingua khmer ed è più spesso resa come "ladyboy" o "signora-ragazzo" e quest'ultima espressione è diventata popolare in tutto il sudest asiatico.

## Descrizione generale

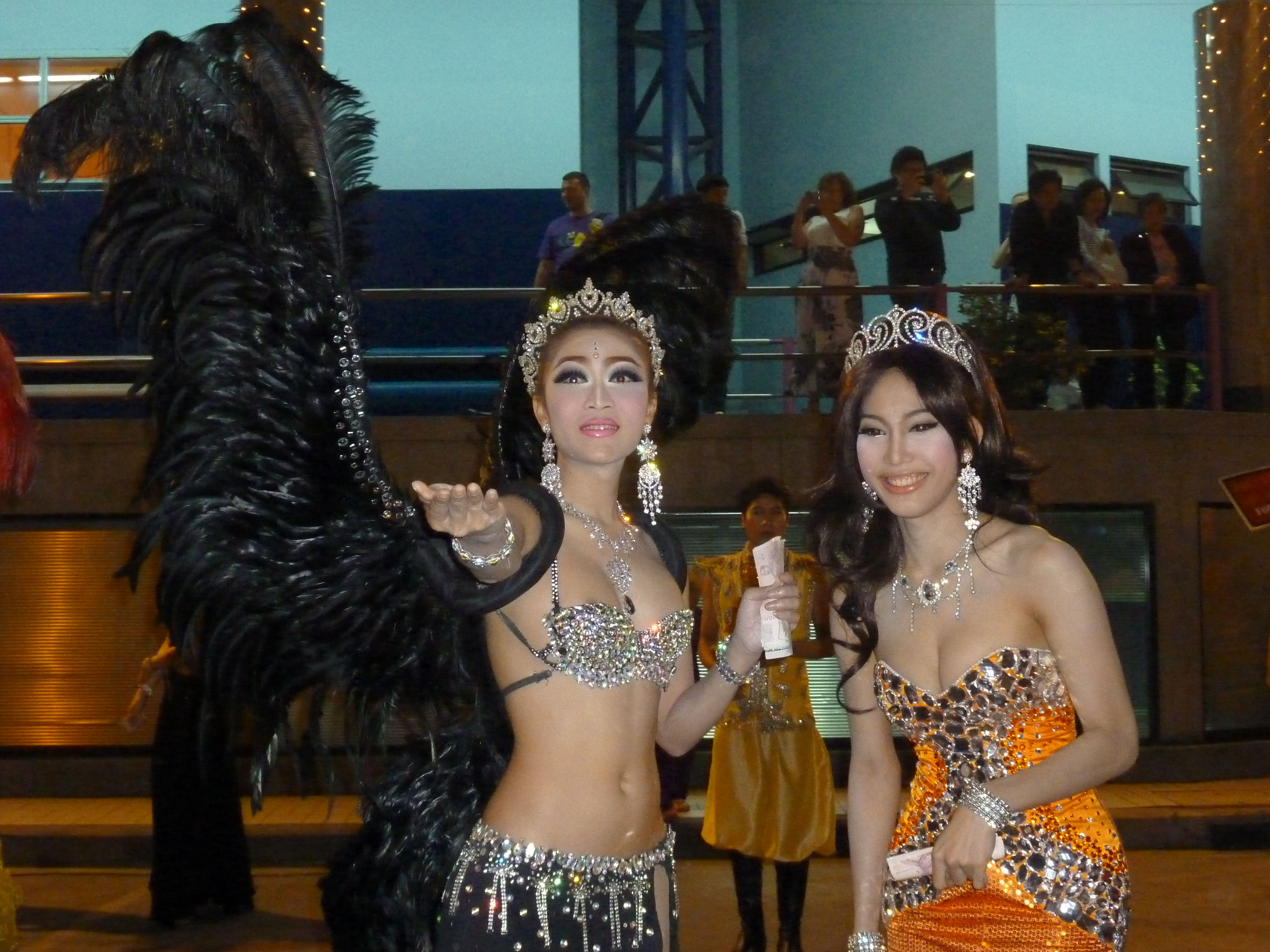
Transgender a Pattaya.

Anche se kathoey viene spesso tradotto come transgender nell'uso della lingua inglese, questo termine non è utilizzato spesso in Thailandia. Così come gli individui transessuali, il termine può anche riferirsi a uomini gay e fu originariamente usato per riferirsi a individui che presentavano in sé un'intersessualità. A causa d'una tale confusione nella traduzione in inglese kathoey è solitamente trasposto in "ladyboy" (o con varianti del termine).
L'uso del termine kathoey suggerisce che la persona si autoidentifica come un individuo di sesso maschile, a differenza di sao praphet (che, come "donna trans", suggerisce una "femmina" (sao) come identità di genere) in contrasto a phet thi sam (che significa "terzo sesso"). Il termine phu ying praphet, che può essere tradotto come "secondo tipo di femmina", è utilizzato anche per indicare il/la kathoey.
Lo studioso australiano di politica sessuale in Thailandia Peter Jackson sostiene che il termine kathoey è stato utilizzato in epoca pre-moderna per riferirsi a persone intersex e che l'utilizzo è cambiato verso la metà del XX secolo per indicare i maschi che praticavano crossdressing. Il termine può riferirsi a maschi che presentano differenti gradi di femminilità; molti kathoey si vestono come le donne e si sottopongono a procedure mediche di "femminilizzazione" come l'uso di protesi mammarie, l'assunzione di ormoni, iniezioni di silicone o riduzioni del pomo di Adamo. Altri possono far uso di make-up ed utilizzare per sé pronomi femminili, ma alcuni di loro rimangono vestiti come gli uomini rimanendo in tal modo più vicini alla categoria occidentale di uomo gay effeminato che di transgender.
Il termine kathoey può essere considerato come un peggiorativo linguistico, specialmente nella sua forma di "kathoey-saloey", che ha un significato simile nella lingua inglese di "fata" o "regina".

## Requisiti per confermare l'idoneità per la riassegnazione chirurgica del sesso

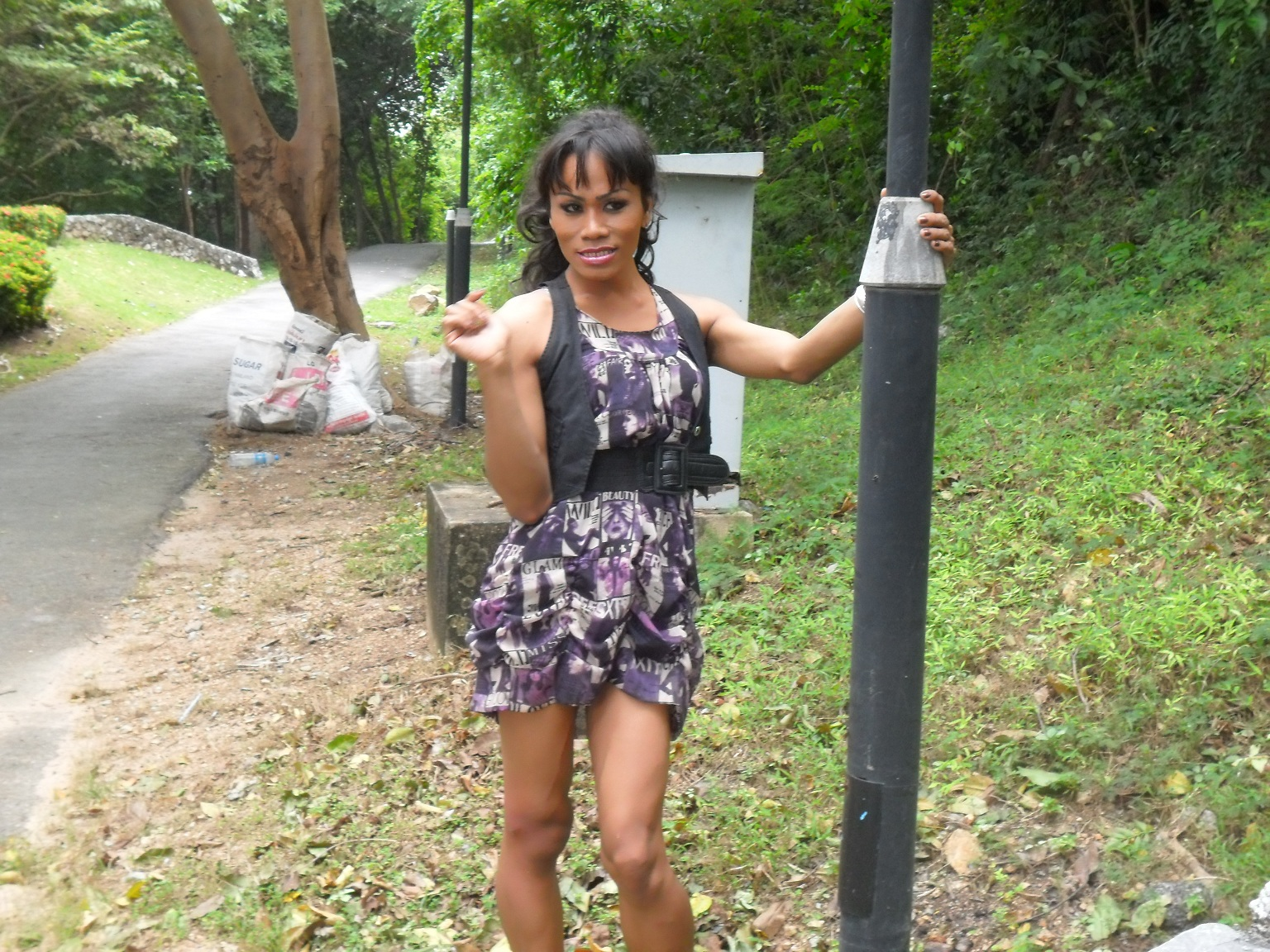
Un kathoey in Thailandia.

I pazienti devono avere almeno 18 anni e il permesso da parte dei genitori, se sotto i 20 anni. Si deve fornire la prova di diagnosi di disforia di genere da parte di uno psicologo o psichiatra. Prima di passare attraverso un intervento chirurgico di cambiamento di sesso, si deve essere in terapia con ormoni antiandrogeni per almeno un anno. I pazienti devono inoltre conservare una nota scritta del proprio psichiatra o di uno psicologo clinico. Due mesi prima della chirurgia, i pazienti sono tenuti a vedere uno psichiatra in Thailandia per confermare l'idoneità per la chirurgia di riassegnazione del sesso.

## Contesto sociale

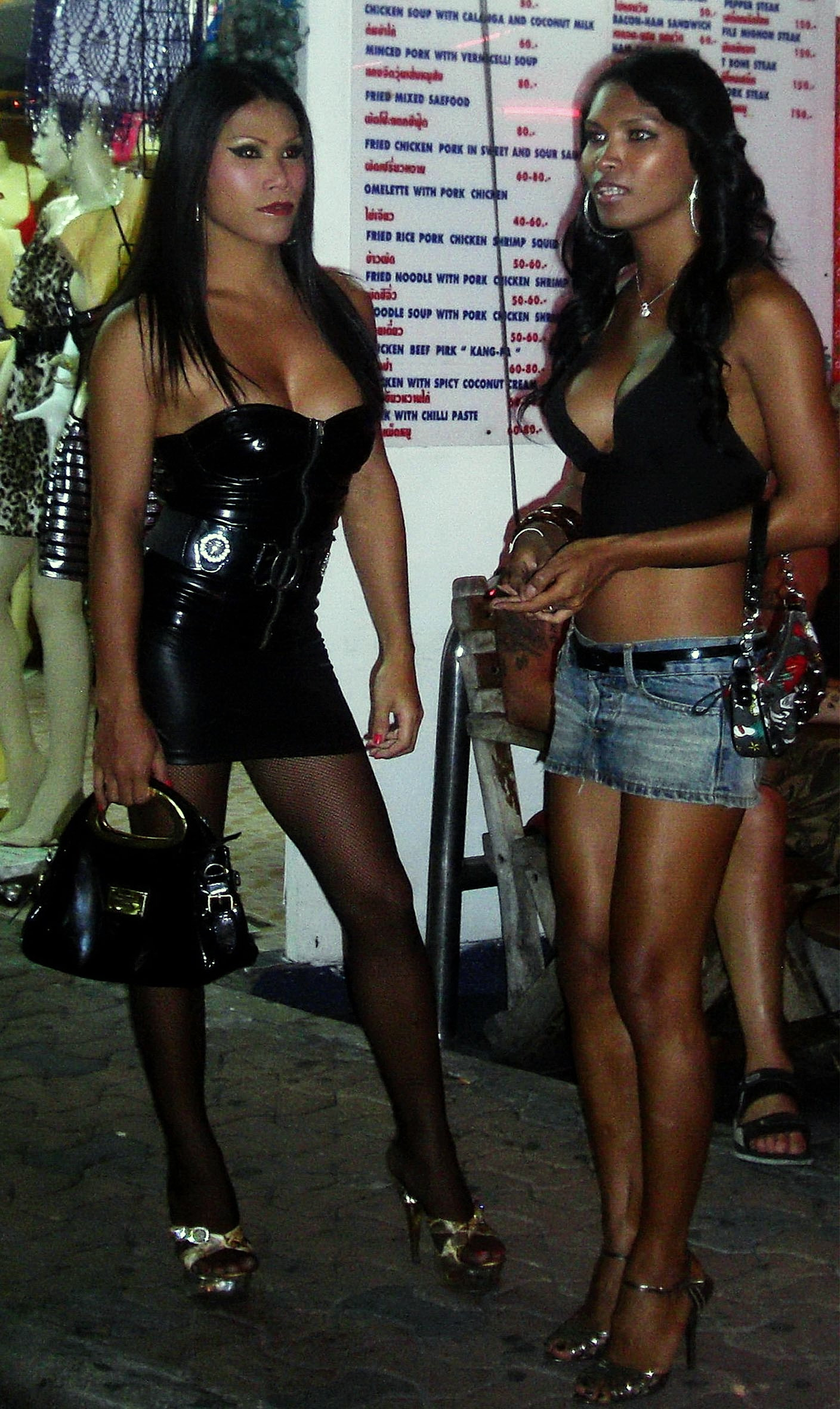
Kathoey per la strada.

Molti kathoey lavorano in occupazioni tipicamente femminili, come ad esempio in negozi, ristoranti e saloni di bellezza, ma alcuni anche nelle fabbriche (un riflesso questo dell'alta percentuale che la Thailandia ha di lavoratori nel settore dell'industria di sesso femminile). I kathoey possono lavorare anche in centri d'intrattenimento e turistici, nei cabaret ed infine nell'ambito della prostituzione. I lavoratori del sesso kathoey hanno alti tassi di HIV.
I kathoey sono più visibili e maggiormente accettati nella cultura thailandese di quanto lo siano i transessuali negli altri paesi del mondo. Diversi modelli thailandesi popolari, cantanti e stelle del cinema sono kathoey e i quotidiani nazionali stampano spesso le foto delle vincitrici dei concorsi di bellezza a fianco di kathoey. Il fenomeno non è limitato alle aree urbane; ci sono kathoey nella maggior parte dei villaggi e concorsi di bellezza appositi vengono comunemente tenuti nella maggior parte delle fiere locali.
Utilizzando il concetto di karma alcuni thai credono che essere kathoey possa raffigurare il risultato di trasgressioni commesse durante le vite passate, concludendo che i kathoey meritano una forte pietà piuttosto che assegnargli una qualche colpa.
Uno stereotipo comune è il fatto che gli anziani kathoey benestanti forniscano sostegno finanziario ai giovani uomini con i quali sono in rapporti personali.
I kathoey attualmente affrontano molti ostacoli sociali e legali. Le famiglie di origine (e soprattutto i padri) sono generalmente molto delusi se un bambino diventa kathoey, ed essi devono spesso affrontare assai presto la prospettiva di andarsene da casa e fare coming out; tuttavia i kathoey hanno una maggior accettazione sociale in Thailandia che nella maggior parte dei paesi asiatici. Il riconoscimento giuridico dei kathoey e degli individui transgender è legale in Thailandia. La discriminazione in materia di occupazione rimane dilagante.
I problemi possono sorgere anche per quanto riguarda l'accesso ai servizi e l'assegnazione di genere; per esempio un kathoey e una persona transgender che hanno subito un intervento chirurgico di riassegnazione sessuale dovrebbero - se condannati a una pena detentiva - rimanere ancora all'interno di una prigione tutta maschile.

## Performance

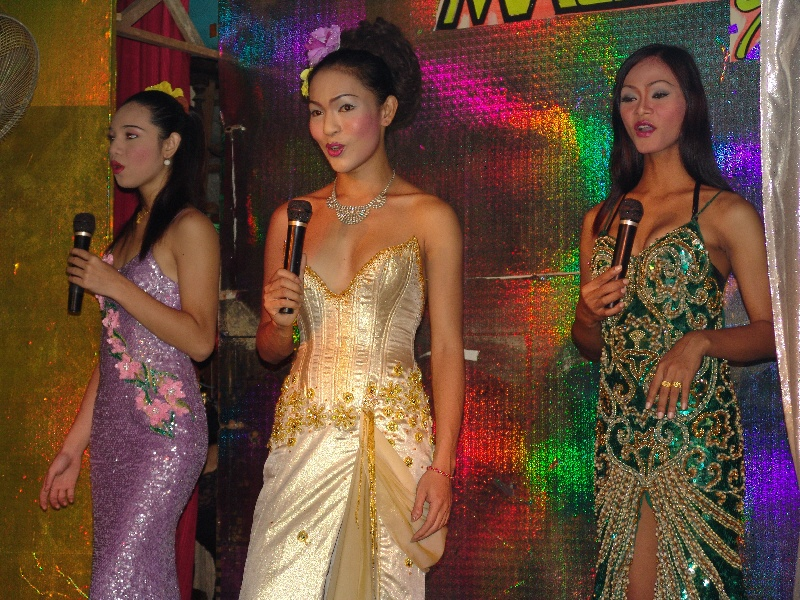
Kathoey che si esibiscono.

### Rappresentazioni nel cinema
I "Ladyboys" hanno cominciato a guadagnare la ribalta nel cinema thailandese durante la fine degli anni 1980. La raffigurazione in un primo momento è stata negativa con ladybodys che soffrono di cattivo karma, di tentazioni di suicidio e di abbandono da parte degli amanti eterosessuali. I film indipendenti e sperimentali hanno invece contribuito a sfidare le norme sessuali presenti nel cinema queer a partire dal 1990. Nel nuovo millennio, il film The Iron Ladies in particolare ha voluto mostrare un ritratto positivo dei ladybodys i quali agiscono in modo fiducioso contro le avversità del mondo.

### Miss Tiffany's Universe
Miss Tiffany's Universe è un concorso di bellezza che si rivolge a tutte le donne transgender. A partire dal 1998 il concorso viene svolto ogni anno nel mese di maggio. Con oltre 100 candidati provenienti da tutta la Thailandia, lo spettacolo è considerato una delle più popolari rappresentazioni transgender nel mondo.

## Sviluppi recenti
Nel 1993 gli istituti di formazione degli insegnanti della Thailandia hanno attuato un divieto semi-formale che consente agli omosessuali (che comprendono anche i kathoey) studenti che si iscrivono ai corsi di proporsi alla qualificazione per le posizioni in scuole materne ed elementari. Nel gennaio 1997, il Rajabhat University system (l'organo di governo dei collegi) ha annunciato di voler formalizzare il divieto, che si estenderebbe a tutti i campus a partire dall'inizio dell'anno accademico 1997. Il divieto è stato revocato senza discussioni nel corso dell'anno in seguito alla sostituzione del Ministro della Pubblica Istruzione.
Nel 1996 una squadra di pallavolo composta principalmente da gay e kathoey, nota come The Iron Ladies (Thai: สตรี เหล็ก, satree lek), poi ritratta in due film thailandesi, ha vinto il campionato nazionale tailandese. Il governo thailandese interessato all'immagine del paese ha bloccato due delle kathoeys dal far parte della squadra nazionale e competere a livello internazionale.
Tra i più famosi kathoeys presenti in Thailandia vi è Nong Tum (Parinya Charoenphol), un ex pugile Thai che è emerso agli occhi dell'opnione pubblica nel 1998. Si presentatava in modo femminile e aveva cominciato la terapia ormonale, mentre ancora era un pugile popolare; saliva sul ring con i capelli lunghi e truccata, di tanto in tanto baciava un avversario sconfitto. Ha annunciato il suo ritiro dalla boxe professionista nel 1999 - subito dopo un intervento chirurgico di riassegnazione dei genitali - pur continuando a lavorare come allenatore e prendendo parte a ruoli di recitazione. Tornò alla boxe nel 2006 e venne ispirato alla sua figura il film Beautiful Boxer.
Nel 2004, il Chiang Mai Technology School ha assegnato una toilette separata per i kathoeys, con il simbolo di un maschio intrecciato con una femmina sulla porta. I 15 studenti kathoey sono tenuti a indossare abiti maschili a scuola, ma sono autorizzati a praticare lo sport con acconciature femminili. Il bagno è dotato di quattro tazze, ma è privo di orinatoi.
A seguito del colpo di stato avvenuto nel 2006 i kathoeys sperano in un nuovo terzo sesso da aggiungere ai passaporti e altri documenti ufficiali in una nuova costituzione proposta. Nel 2007 gli sforzi legislativi hanno iniziato a consentire ai kathoeys di cambiare il loro sesso legale se hanno subito un intervento chirurgico di riassegnazione genitale; quest'ultima restrizione è stata polemicamente discussa nella comunità.
Bell Nuntita, una concorrente negli spettacoli televisivi di Thailand's Got Talent, è diventata famosa attraverso YouTube quando ha cominciato ad esibirsi, dopo aver iniziato a cantare ancora bambina, passando ad una voce maschile.

### Attivismo
L'attivismo in Thailandia è sconsigliato se interferisce con la politica ufficiale. Nel gennaio 2006, la Rete thailandese di persone affette da AIDS (Thai Network of People Living With AIDS) ha avuto i propri uffici occupati dopo l'irruzione di dimostranti contrari agli accordi commerciali esteri Thai-USA. In base alla Costituzione thailandese del 1997 il diritto di essere liberi dalla discriminazione basata sulle condizioni di salute ha contribuito a ridurre lo stigma contro le comunità che vivono con l'HIV/AIDS.